# Tiberio Cenci

Kardinalswappen (modernes Schema)

Tiberio Cenci (* 1580 in Rom; † 26. Februar 1653 ebenda) war ein italienischer Kardinal der Römischen Kirche und Bischof von Jesi.

## Leben
Er war ein Sohn des römischen Adeligen Ludovico Cenci und dessen Ehefrau Laura Lante. Durch seine Mutter war er ein Neffe des Kardinals Marcello Lante, ferner war er ein Onkel des späteren Kardinals Gasparo Mattei. Weitere Kardinäle aus derselben Familie waren Baldassare Cenci seniore (1648–1709), Serafino Cenci (1676–1740) und Baldassare Cenci iuniore (1710–1763).
Tiberio Cenci erlangte den Grad eines Doctor iuris utriusque. Er war Kammerherr von Papst Clemens VIII., Referendar an den Gerichtshöfen der Apostolischen Signatur und wurde am 21. September 1602 Kanoniker der Vatikanbasilika. Am 24. November 1621 wurde Tiberio Cenci zum Bischof von Jesi erwählt.
Papst Innozenz X. kreierte Censi im Konsistorium vom 6. März 1645 zum Kardinal und ernannte ihn zum Kardinalpriester unter Dispens davon, dass er einen Onkel im Kardinalskollegium hatte. Den Kardinalshut und die Titelkirche San Callisto erhielt Tiberio Cenci am 24. April 1645.
Kardinal Censi starb am 26. Februar 1653 extra Curia Romana und wurde im Dom von Jesi beigesetzt.